# Кужорская
Кужо́рская (адыг. Хьаджэхъухьабл) — станица в Майкопском  районе Республики Адыгея России. Административный центр Кужорского сельского поселения.
Расположена в предгорьях, на реках Зерале (Серале) и Кужоре, в 17 км к востоку от Майкопа.

## История
Станица основана в 1861 году.
ЭСБЕ (конец XIX века):
Кужорская — станица Кубанской обл., Майкопского отд. Жит. 4188; церковь, школа, лавок и промышленных заведений 19, фабрик и заводов 13. Вязанием из шерсти чулок и приготовлением грубого сукна занимаются до 2 т. жнщ.

## Население
| 2002  | 2010  | 2013  | 2014  | 2015  | 2016  | 2017  |
| ----- | ----- | ----- | ----- | ----- | ----- | ----- |
| 3554  | ↘3531 | ↗3549 | ↗3562 | ↗3573 | ↗3582 | ↗3588 |
| 2018  | 2019  | 2020  | 2021  | 2023  | 2024  |       |
| ↘3578 | ↘3573 | ↗3603 | ↘3525 | ↗3566 | ↘3535 |       |

По данным Всероссийской переписи населения 2021 года:
| Народ               | Численность, чел. | Доля от всего населения, % |
| ------------------- | ----------------- | -------------------------- |
| русские             | 2 983             | 84,62 %                    |
| армяне              | 313               | 8,88 %                     |
| другие / не указано | 229               | 6,50 %                     |
| всего               | 3 525             | 100,0 %                    |

## Известные уроженцы
- Иар Эльтеррус (род. 1966) — российский писатель-фантаст.
- Пренко А. С. (род. 1940) — российский писатель.[17]
- Седин, Иван Корнеевич (1906—1972) — советский партийный и государственный деятель.